# Port lotniczy Imphal
Port lotniczy Impal to lotnisko niedaleko miasta Imphal (Manipur, Indie).